# Anastasia Chursina
Anastasia Chursina, née Anastassia Iakovenko le 7 avril 1995, est une coureuse cycliste russe. Championne d'Europe du contre-la-montre espoirs en 2016, elle est championne de Russie sur route en 2017.

## Biographie
Sur la deuxième étape du Tour de Burgos, une échappée sort avec Anastasia Chursina, Heidi Franz et Antri Christoforou. À quarante kilomètres de l'arrivée, elles comptent quatre minutes dix d'avance. À l'avant, Anastasia Chursina distance ses compagnons d'échappée. Dans la descente, Franz revient, mais Chursina profite d'un faux-plat pour la lâcher définitivement et s'impose seule.

## Palmarès sur route

### Par année
- 2013
  -  Médaillée d'argent du championnat du monde sur route juniors
- 2015
  - Grand Prix de Maykop
  - 3e étape du Tour d'Adyguée
  - 2e du Tour d'Adyguée
- 2016
  -  Championne d'Europe du contre-la-montre espoirs
  - 3e du championnat de Russie du contre-la-montre
- 2017
  -  Championne de Russie sur route
  - 2e du Tour de l'île de Zhoushan
- 2018
  - 3e du Tour de l'île de Chongming
  - 9e de la Flèche wallonne
- 2019
  - 3e du Tour de Toscane féminin-Mémorial Michela Fanini
  - 4e du Trofeo Alfredo Binda
- 2020
  - 2e du Grand Prix Develi
  - 2e du Grand Prix World's Best High Altitude
- 2021
  - 2e étape du Tour de Burgos
  - Kahramanmaraş Grand Prix

### Classements mondiaux
| Année                                 | 2014 | 2015 | 2016 | 2017 | 2018 | 2019 | 2020 | 2021 |
| ------------------------------------- | ---- | ---- | ---- | ---- | ---- | ---- | ---- | ---- |
| Classement UCI                        | 590e | 93e  | 607e | 88e  | 46e  | 83e  | 76e  | 103e |
| UCI World Tour                        |      |      | nc   | 105e | 35e  | 46e  | 108e | 96e  |
|                                       |      |      |      |      |      |      |      |      |
| Légende : nc = non classéSource : UCI |      |      |      |      |      |      |      |      |

## Palmarès sur piste

### Championnats du monde
- Apeldoorn 2018
  - 11e de la poursuite par équipes[2]
- Pruszków 2019
  - 16e de la poursuite par équipe[3]

### Championnats nationaux
- 2017
  -  Championne de Russie de poursuite par équipes
- 2018
  -  Championne de Russie de poursuite par équipes